# گرک ماینهارت
گرک ماینهارت (انگلیسی: Gerek Meinhardt؛ زادهٔ ۲۷ ژوئیهٔ ۱۹۹۰) شمشیرباز اهل ایالات متحده آمریکا است.